# سورندر کومار
سورندر کومار (انگلیسی: Surender Kumar؛ زادهٔ ۲۳ نوامبر ۱۹۹۳) بازیکن هاکی روی چمن اهل هند است.